# Peridrome
Peridrome är ett släkte av fjärilar. Peridrome ingår i familjen nattflyn.
Kladogram enligt Catalogue of Life:
| Peridrome | \| \| Peridrome longipennis \| \| \| \| \| \| Peridrome orbicularis \| \| \| \| \| \| Peridrome subquadrata \| \| \| \| |
|           | \| \| Peridrome longipennis \| \| \| \| \| \| Peridrome orbicularis \| \| \| \| \| \| Peridrome subquadrata \| \| \| \| |
|           | Peridrome longipennis                                                                                                   |
|           | |
|           | Peridrome orbicularis                                                                                                   |
|           | |
|           | Peridrome subquadrata                                                                                                   |
|           | |

## Bildgalleri

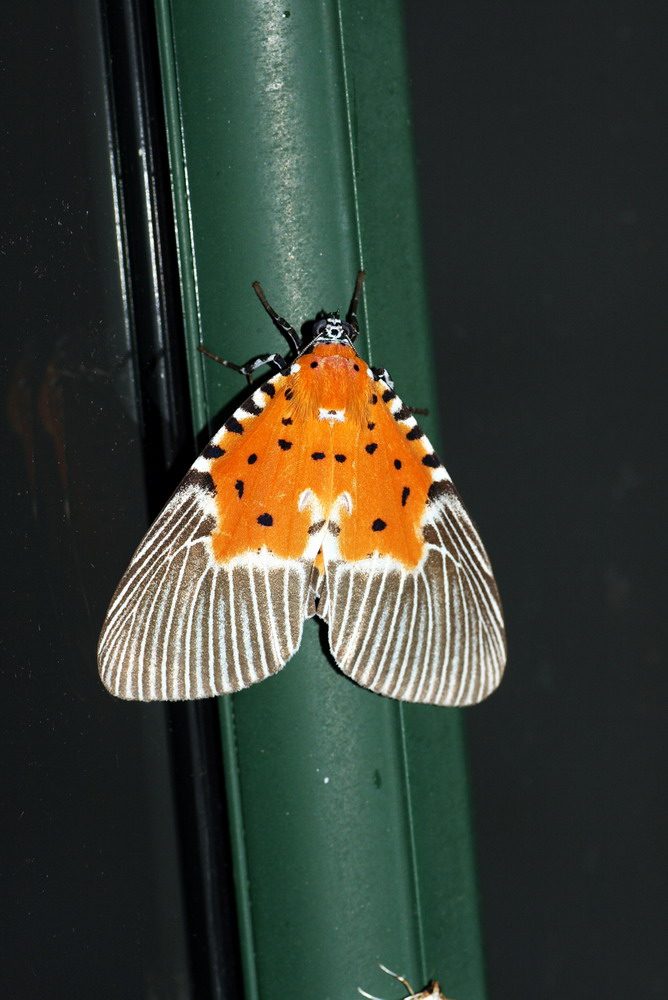